# Пашков, Михаил Васильевич
Михаи́л Васи́льевич Пашко́в (2 июня 1802—7 июня 1863) — генерал-лейтенант, управляющий Департаментом Внешней Торговли, инспектор пограничной стражи и член Совета Государственного коннозаводства; брат генерал-майора А. В. Пашкова. 

## Биография
Сын члена Государственного совета обер-егермейстера Василия Александровича Пашкова и графини Екатерины Александровны Толстой. Получив домашнее воспитание, 15 августа 1819 года был определен юнкером в Кавалергардский полк и в том же году, 30 декабря, получил чин корнета. В 1820 году он был назначен адъютантом к генерал-адъютанту Закревскому, через два года вернулся во фронт.
В ноябре 1829 года Пашков был уволен из полка с чином ротмистра, а 6 апреля 1830 года был пожалован в звание камер-юнкера и причислен к Департаменту уделов.
В 1832 году Пашков вновь поступил в военную службу штабс-ротмистром в лейб-гвардии Гусарский полк, а 30 августа 1834 года, уже ротмистром, был назначен флигель-адъютантом к Его Величеству. Состоя в этом звании, Пашков 3 апреля 1838 года получил чин полковника, а 6 декабря 1847 года — генерал-майора с назначением в свиту Его Величества. 26 ноября 1848 года он за беспорочную выслугу был награждён орденом св. Георгия 4-й степени (№ 7938 по кавалерскому списку Григоровича — Степанова).
1 июня 1848 года, оставаясь в свите, Пашков был назначен вице-директором Департамента Внешней торговли и инспектором пограничной стражи, в 1850 году ему поручено было исправление должности директора, а в 1852 году — он назначен управляющим названным департаментом. С 1854 года Пашков, кроме того, состоял членом Комитета государственного коннозаводства, в работах которого принимал участие как член различных специальных комиссий, а в 1859 году назначен был членом Совета государственного коннозаводства. 26 августа 1856 года Пашков за отличие по службе был произведён в генерал-лейтенанты.
Во время бытности Пашкова флигель-адъютантом он ежегодно исполнял различные поручения по службе, дававшиеся ему нередко самим императором Николаем Павловичем. За службу свою Пашков получил множество русских и иностранных орденов. Из первых, высшим у него был орден Белого Орла, полученный им 3 апреля 1860 года; кроме того, за особые труды по управлению Департаментом внешней торговли он в 1862 году получил, при Высочайшем рескрипте от 22 января, золотую, бриллиантами украшенную табакерку с портретом императора Александра II.
Умер от воспаления печени в Париже 19 июня 1863 года. Он обладал огромным богатством: у него было 6,5 тысяч душ крестьян и 162000 десятин земли. Похоронен в Новодевичьем монастыре рядом с отцом.

## Награды
- Орден Святой Анны 3-й степени (1837)[1]
- Орден Святого Владимира 4-й степени
- Знак отличия беспорочной службы за XX лет (1846)
- Орден Святого Георгия 4-й степени за 25 лет беспорочной выслуги в офицерских чинах (1848)
- Орден Святого Владимира 3-й степени (1850)
- Орден Святого Станислава 1-й степени (1852)
- Орден Святой Анны 1-й степени (1854)
- Орден Святого Владимира 2-й степени (1858)
- Знак отличия беспорочной службы за XXX лет (1858)[2]
- Орден Белого орла (1860)

- Орден Святого Иоанна Иерусалимского (1835, королевство Пруссия)
- Орден Людвига 2-й степени (1841, великое герцогство Гессен)
- Орден Золотого льва 1-й степени (1844, курфюршество Гессен-Кассель)
- Орден Даннеброг командорский крест (1844, королевство Дания)
- Орден Льва и Солнца 1-й степени (1861, Персия)

## Семья
Жена (с 1829 года) —  графиня Мария Трофимовна Баранова (1807—1887), дочь  камергера Т. О. Баранова и гофмейстерины Ю. Ф. Адлерберг; выпускница Смольного института и фрейлина двора. Это брак помог москвичу М. В. Пашкову занять положение в петербургском обществе и способствовал его продвижению по службе. Супруги были знакомы с А. Пушкиным, с 1838 года они жили в доме на Мойке, в квартире, ранее снимавшейся семьей поэта. По свидетельству современницы, Мария Пашкова была восхитительной особой, она была высокой, прекрасно сложенной, с движениями грациозными и благородными; отличалась естественностью, веселостью, непритязательностью и добротой. В браке имели сына и восемь дочерей:
- Александра (02.11.1829[4]—1916), с 1848 года замужем за камергером Виктором Владимировичем Апраксиным (1822—1898), владельцем имений Брасово и Ольгово. По словам современника, была очень симпатичная, при своем высоком росте она держалась необыкновенно прямо и такой осталась до 80 лет и более.
- Николай (30.11.1830[5]—30.09.1887), крещен 17 декабря в Симеоновской церкви при восприемстве Николая I и великой княжны Ольги Николаевны; коллежский асессор. Женился 20 сентября 1872 года в Париже на русско-французской писательнице Лидии Телешевой, ур. Глинской (1835—1909).
- Юлия (13.09.1831—16.12.1831)[6], крещена 12 октября 1831 года в Симеоновской церкви при восприемстве Ю. Ф. Адлерберг, похоронена на Малоохтинском православном кладбище.
- Мария (02.11.1832[7]—до 1836), крещена 28 декабря 1832 года в Симеоновской церкви при восприемстве графа В. Ф. Адлерберга и бабушки Е. А. Пашковой.
- Екатерина (1833—1910), замужем за действительным статским советником Петром Ивановичем Озеровым (1812—1881).
- Мария (13.08.1836[8]—1910), крещена 1 октября 1836 года в Симеоновской церкви при восприемстве графа В. В. Левашова и графини Т. В. Васильчиковой; фрейлина, статс-дама и обер-гофмейстерина; с 1857 года замужем за князем Владимиром Дмитриевичем Голицыным (1815—1888).
- Юлия (1840—1895), замужем (с 10 мая 1863 года; Париж) за владимирским губернатором Иосифом Михайловичем Судиенко (1830—1892).
- Леонилла (1842—13.01.1884), девица, умерла от воспаления лёгких в Штутгарте[9].
- Ольга (03.10.1843—16.10.1908), фрейлина (1866),  замужем за кавалергардом Н. Н. Бутурлиным, начальница Павловского института.

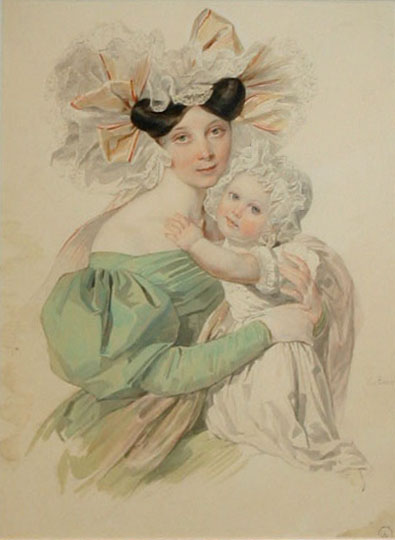
Мария Трофимовна с дочерью
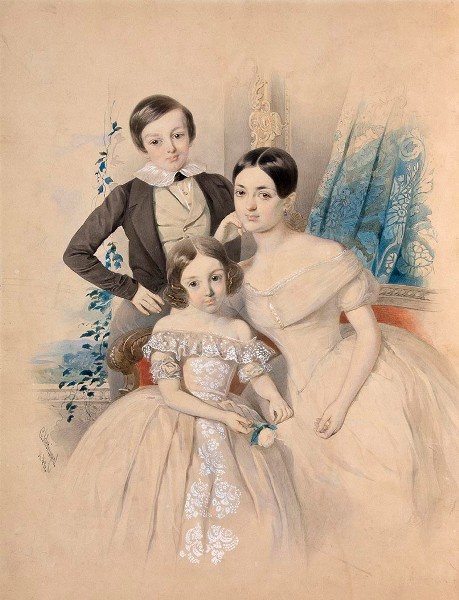
М. Т. Пашкова с сыном Николаем и дочерью
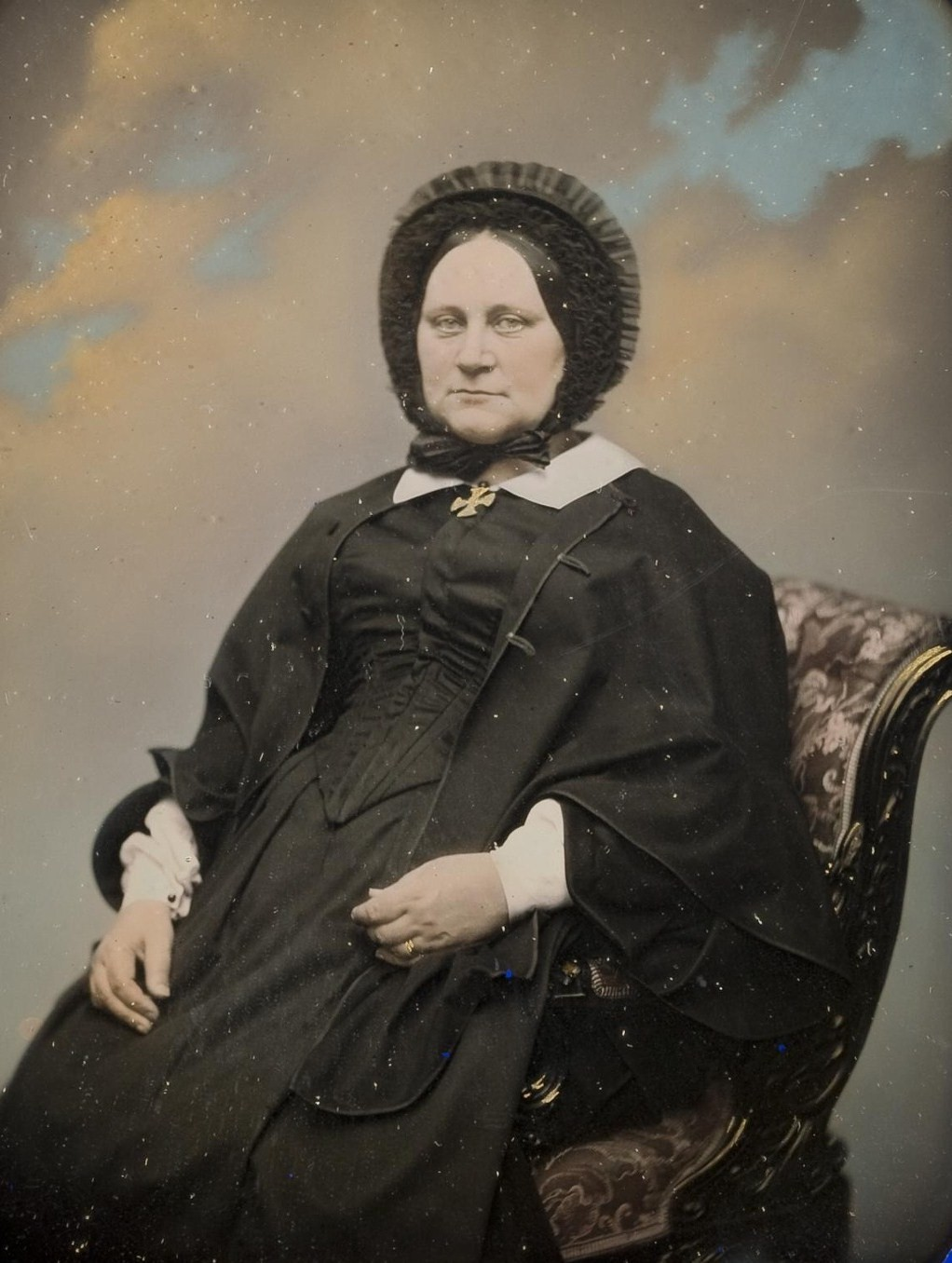
Мария Трофимовна Пашкова
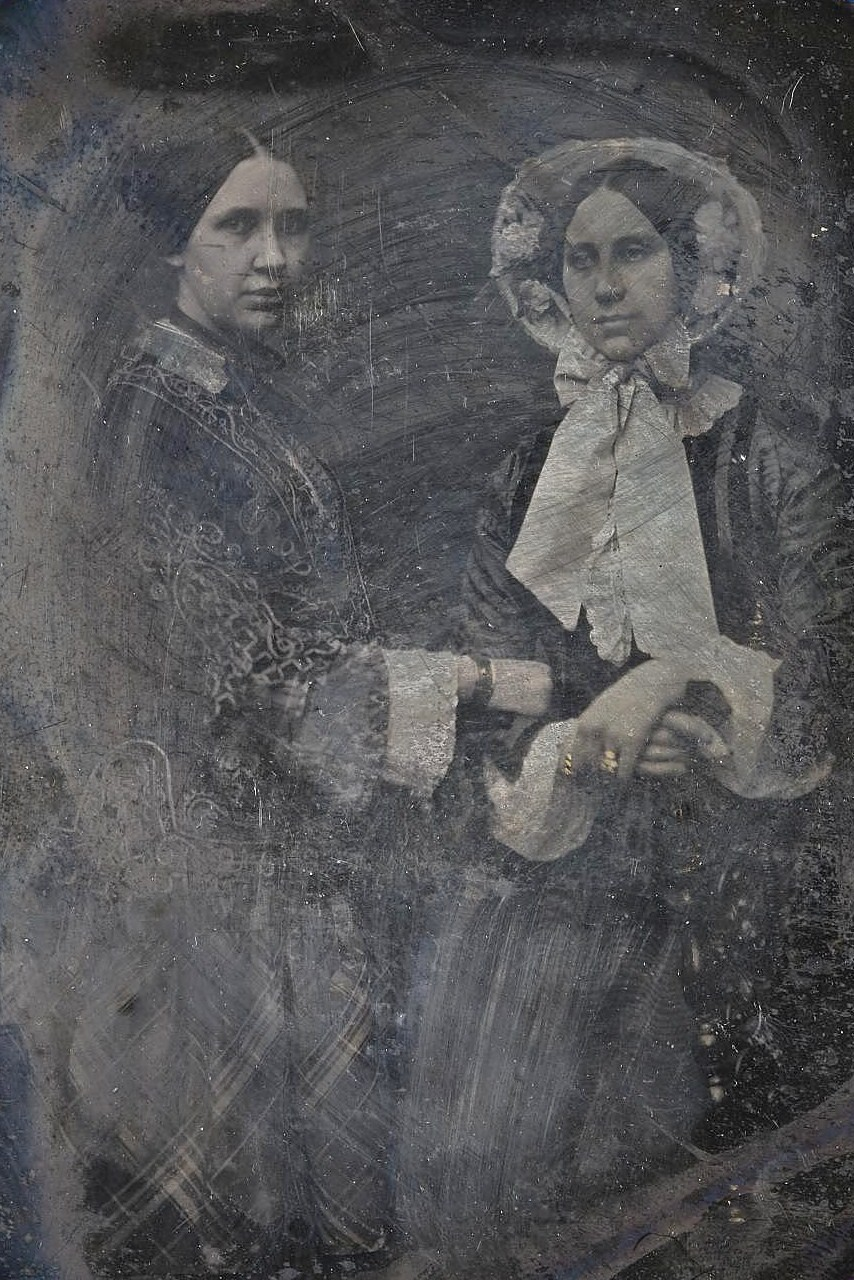
Екатерина и Александра, дочери
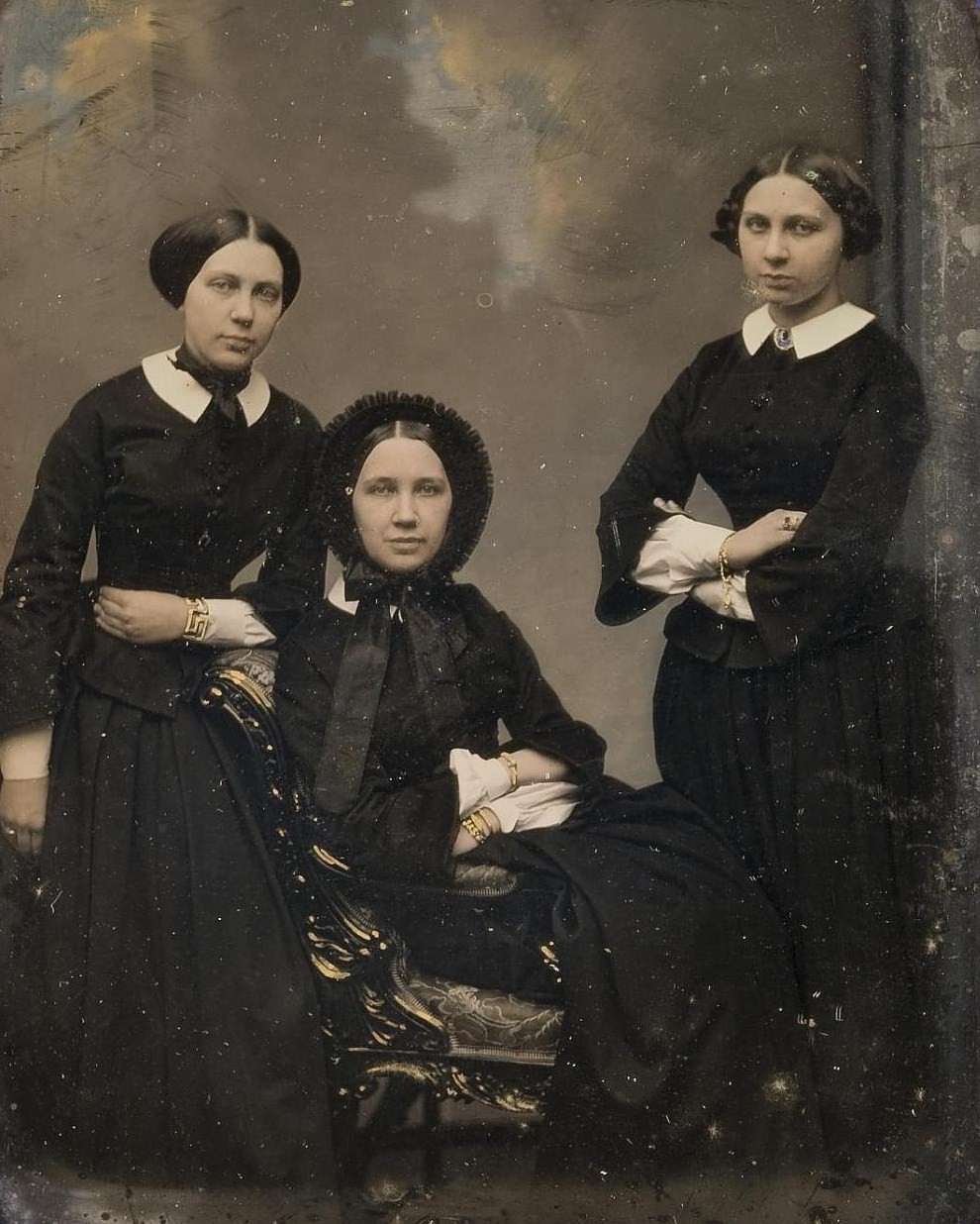
Юлия, Екатерина и Мария, дочери

## Память
По фамилии Пашкова именовался Пашковский переулок в городе Царское Село (ныне Пушкин). Это было связано с тем, что М. В. Пашков владел домом 4. В 1919 году переулок переименовали в Советский.